# Stephan Apelgren
John Anders Stephan Apelgren, född 12 november 1954 i Gislaved, är en svensk regissör, manusförfattare och ljudtekniker.
Apelgren började artistkarriären som musiker, men ändrade inriktning och studerade vid Dramatiska Institutets ljudlinje 1984–1987.

## Regi i urval
- 1991 – Sunes jul
- 1993 – Sunes sommar
- 1994 – Cool
- 1995 – En nämndemans död (TV-serie)
- 1997 – Slutspel
- 2004 – Danslärarens återkomst
- 2005 – Pistvakt
- 2005 – Wallander – Afrikanen
- 2005 – Wallander – Jokern
- 2005 – Wallander – Mörkret
- 2011 – Varg Veum – Dødens Drabanter
- 2013 – Eskil och Trinidad
- 2014 – Beck – Invasionen
- 2014 – Beck – Sjukhusmorden

## Filmmanus i urval
- 1993 – Sunes sommar
- 2013 – Eskil och Trinidad